# Come Fly with Me (album Frank Sinatra)
Come Fly with Me è un album del crooner statunitense Frank Sinatra, pubblicato nel 1958 dalla Capitol Records.

## Il disco
La prima collaborazione di Sinatra con l'arrangiatore e direttore Billy May fu imposta come un viaggio in tutto il mondo. Sinatra richiese specificatamente la title track ai compositori Jimmy Van Heusen e Sammy Cahn.
Nella sua autobiografia, All You Need Is Ears, il famoso produttore George Martin disse di aver visitato la Capitol Tower mentre erano in corso le registrazioni di Come Fly with Me. Secondo il libro di Martin, Sinatra avrebbe più volte espresso il suo disappunto circa la copertina dell'album, dicendo che lo ritraeva come un idiota e che sembrava piuttosto una pubblicità della TWA.
L'album raggiunse il primo posto della Billboard 200 alla sua seconda settimana di vendite, rimanendo in vetta per cinque settimane, la seconda posizione nella Official Albums Chart ed il Disco d'oro.
Anche se fu registrato in stereo, come da usanza la Capitol lo pubblicò in versione stereofonica solo nel 1962. Le successive edizioni CD (del 1992 e 1998) riproducono solo la versione stereo.

## Tracce

### Lato A
1. Come Fly with Me - 3:19 - (Cahn, Van Heusen)
2. Around the World - 3:20 - (Young, Adamson)
3. Isle of Capri - 2:29 - (Grosz, Kennedy)
4. Moonlight in Vermont - 3:32 - (Suessdorf, Blackburn)
5. Autumn in New York - 4:37 - (Duke)
6. On the Road to Mandalay - 3:28 - (Speaks, Kipling)

### Lato B
1. Let's Get Away from It All - 2:11 - (Dennis, Adair)
2. April in Paris - 2:50 - (Duke, Harburg)
3. London by Night - 3:50 - (Coates)
4. Brazil - 2:55 - (Barroso, Russell)
5. Blue Hawaii - 2:44 - (Robin, Rainger)
6. It's Nice to Go Trav'ling - 3:52 - (Cahn, Van Heusen)

### Tracce aggiunte successivamente
1. Chicago - 2:14 - (Fisher)
2. South of the Border - 2:50 - (Carr, Kennedy)
3. I Love Paris - 1:49 - (Porter)

## Musicisti
- Frank Sinatra - voce;
- Billy May - arrangiamenti.